# Palm Beach
Palm Beach er en by beliggende i Palm Beach County i delstaten Florida i USA. Byen har en befolkning på 9.245 (2020) indbyggere, dog stigende til 30.000 med sæsonudsving.